# هوموتریمر

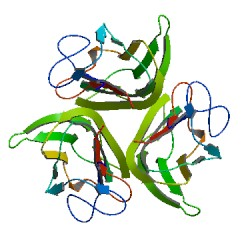
فرم سه تایی یک TNF-α mutant

هوموتریمر به پروتئینی گفته می‌شود که از سه واحد پلی پپتید یکسان تشکیل شده است.